# Bruchidius bythinocerus
Bruchidius bythinocerus là một loài bọ cánh cứng trong họ Bruchidae. Loài này được Reitter miêu tả khoa học năm 1890.